# Carlo Contarini

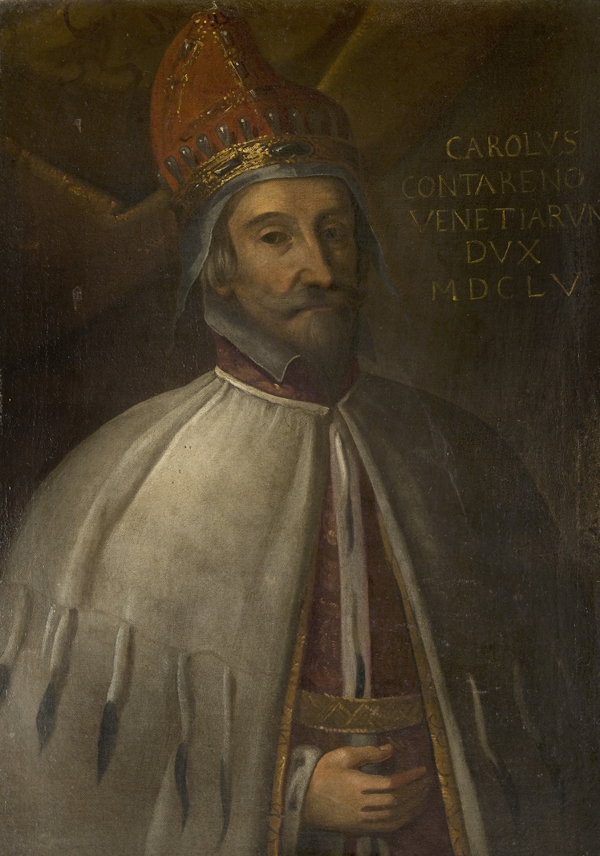
„Carolus Contareno Dux Venetiarum MDCLV“, Öl auf Leinwand, 96 mal 68 cm (Venezianische Schule), Privatbesitz

Carlo Contarini (* 5. Juli 1580 in Venedig; † 1. Mai 1656 ebenda) war, wenn man der Zählweise der staatlich kontrollierten Geschichtsschreibung der Republik Venedig folgt, ihr 100. Doge. Er wurde am 27. März 1655 nach 68 Wahlgängen als Kompromisskandidat zum Dogen gewählt, starb jedoch bereits nach wenig mehr als 13 Monaten im Amt.
Carlo Contarini begann bereits in jungen Jahren eine diplomatische Laufbahn einzuschlagen, denn er erschien am päpstlichen und kaiserlichen Hof. Er heiratete 1601 eine überaus vermögende Frau, beschäftigte sich mit den Landgütern der Familie, übernahm nur mit langen zeitlichen Unterbrechungen die für seine patrizische Herkunft üblichen Ämter auf der Terraferma, dem von Venedig beherrschten Teil Oberitaliens. Danach gelang ihm zwar der Aufstieg in den inneren Kreis, doch wurde sein Ehrgeiz 1629 gebremst. Erst nach einer Reihe weiterer Ämter, in die er gewählt wurde, sah er sich aus gesundheitlichen Gründen ab 1638 nicht mehr in der Lage, leitende Funktionen außerhalb der Stadt auszufüllen. So übernahm er zentrale Aufgaben innerhalb Venedigs bis zu seiner überraschenden Wahl zum Dogen. 

## Familie

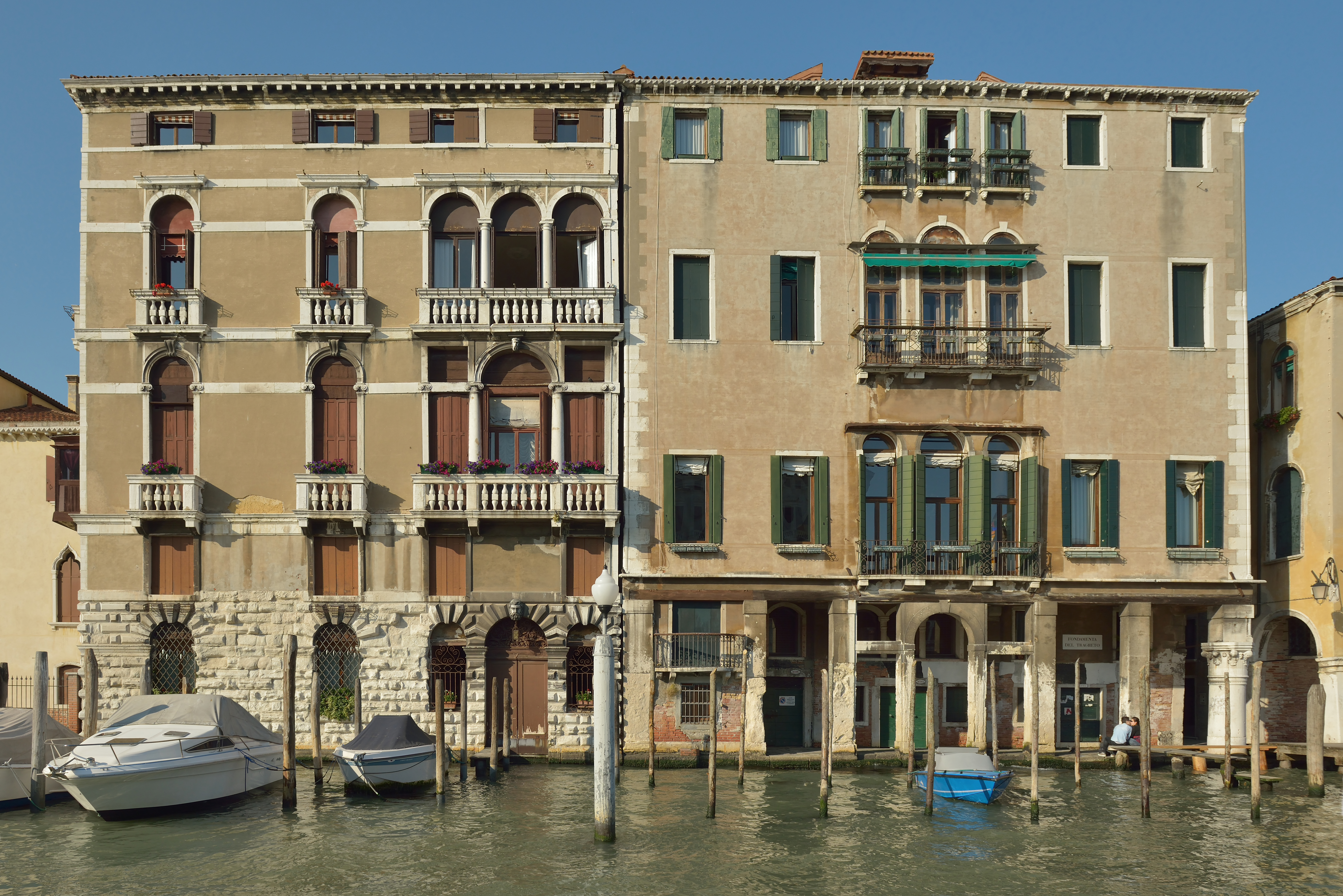
Die beiden Palazzi Boldù und Contarini Pisani in Cannaregio, genauer gesagt bei San Felice, am Canal Grande

Carlo war der einzige Sohn von Andrea Contarini und Elisabetta di Vito Morosini, doch starb Carlos Vater bereits zehn Tage nach der Geburt des Kindes. Seine Familie gehörte einem Zweig des Contarini-Clans an, der im Palazzo di S. Felice am Canal Grande lebte.
Am 20. Februar 1601 heiratete er Paolina di Lorenzo Loredan. In die Ehe brachte sie eine Mitgift in Höhe von 26.000 Dukaten ein. Das Paar hatte vier Söhne – wobei gleich zwei den Namen Lorenzo erhielten, die beiden anderen Söhne hießen Giovan Battista und Andrea – sowie vier Töchter, nämlich Cecilia, Lorenza, Cornelia und Elisabetta. Letztere, zunächst mit Pietro Contarini verheiratet, ehelichte Girolamo Renier. Sie war die einzige, die den Vater überlebte.

## Leben

### Ämter

#### Gesandter beim Papst, in Mailand, am kaiserlichen Hof (1598–1600)
Bereits im Juni 1598 war er auf seiner ersten diplomatischen Reise, nämlich im Gefolge der vier Sondergesandten nach Ferrara zu Papst Clemens VIII. Zwischen Ende Juni und der ersten Julihälfte 1599 begleitete er Angelo Badoer, einen Sondergesandten, nach Mailand. Von April bis Mai 1600 begleitete er denselben Gesandten, um Erzherzog Ferdinand anlässlich seiner Heirat am 23. April zu beglückwünschen. Dazu reisten die beiden Venezianer nach Graz, wo sie auch Ferdinands Frau Anna von Bayern antrafen.

#### Rettorein Feltre (1606–1608)
Am 6. April 1606 wurde Contarini zum Rettore von Feltre gewählt, allerdings residierte er dort erst ab dem 22. Oktober. Er blieb bis zum 20. April 1608. Es gelang ihm, einen Ausgleich zwischen den Ansprüchen der Popularen, die nicht im Rat vertreten waren, und den etwa 70 Männern zu finden, die das Gremium dominierten. Ähnlich behauptete er, die religiösen Konflikte hätten dort keine Wirkung gehabt, obwohl sich herausstellte, dass das päpstliche Interdikt zum Teil unterlaufen wurde.

#### Podestà von Verona (1622–1623)
Am 15. Juni 1622 wurde er als Podestà nach Verona benannt. Dort residierte er ab dem 20. November für 16 Monate. Energisch ging er gegen das Bandenunwesen vor. Ihren Rädelsführer Mariotto dal Monte konnte er besiegen und ihn in Mantua festsetzen lassen, wie er in seiner relazione, seinem Bericht, vom 6. April 1624 darlegte. Auch versuchte er, den Geteideschmuggel zu bekämpfen. Für 17.000 Arme ließ er Weizen zu einem Maximalpreis von 32 Lire pro Staio drei Mal die Woche vergünstigt verkaufen. Dagegen protestierten die Landbesitzer, die behaupteten, damit liege der Preis unter ihrer Gewinnschwelle. Der freie Handel wurde auf den Mercato della Bra oder novo beschränkt (der Import von Getreide wurde in Verona erst 1675 auf Beschluss des Senats von Abgaben befreit). Auch sorgte er für Ausfuhrverbote in einer armen Provinz. Allerdings führten seine Transportkontrollen dazu, dass immer mehr gefälschte Genehmigungen zirkulierten.

#### Im inneren Kreis (1624–1629), Sturz (1629), Ämter im Umkreis Venedigs
Nach seiner Rückkehr nach Venedig engagierte er sich im Rat der Zehn und im Senat, doch 1629 stürzte er, oder, wie Domenico Contarini, der zukünftige Doge, notierte, er wäre mit seiner Wut und seinem Ehrgeiz gedemütigt worden.
Am 17. Februar 1630 wurde er zum Zensor gewählt. Von September 1630 bis Anfang März 1631 war er Provveditore in Treviso et Trevisana, Bassan et Bassanese. Dort sollte er die Pest bekämpfen. Ärzte mussten ausharren, fremde Bettler wurden vertrieben, die Schifffahrt wurde vermindert, Müll beseitigt. Die örtlichen Lazarette wurden streng überwacht, doch zugleich hatte die Wasserversorgung der Stadt Vorrang.
Am 10. August 1631 wurde er Provveditore auf Istrien, wo es gleichfalls und mit ähnlichen Mitteln um die Eindämmung der Epidemie ging. Gleichzeitig wuchs auf dem wichtigen Salzsektor die starke Konkurrenz von Triest, des einzigen Mittelmeerhafens Österreichs.

#### Rückkehr in den inneren Kreis (ab 1632),Capitanoin Brescia (1637–1638), weitere Ämter

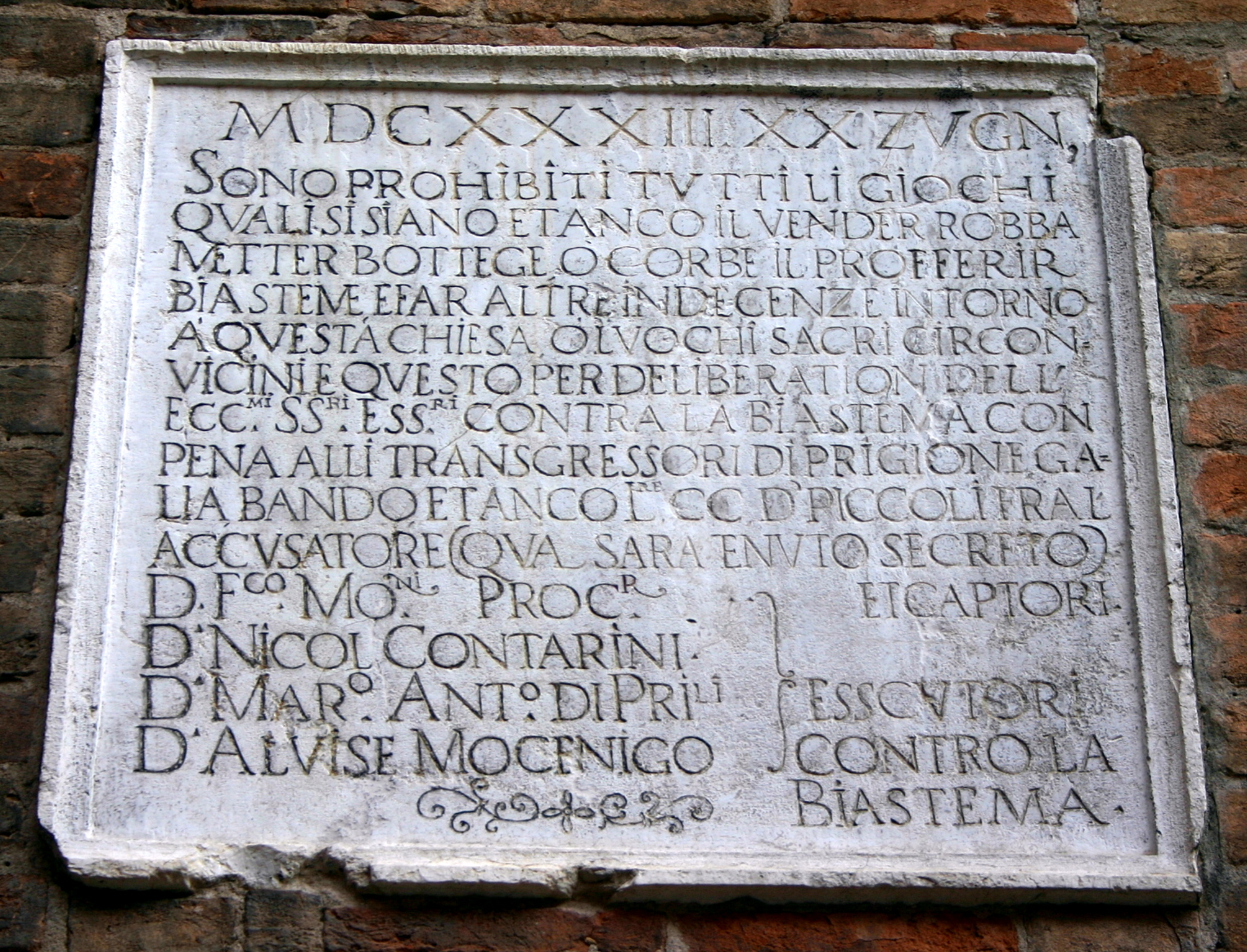
Eine der Tafeln, die von den „Esecutori contro la Biastema“ aufgehängt wurden, in diesem Fall im Jahr 1633 durch die drei Esecutori Federico Morosini, Nicolò Contarini und Alvise Mocenigo an der Außenwand der Kirche Santo Stefano. Darin wurden vor allem das Glücksspiel und der Warenverkauf im Umkreis des Gebäudes und anderer „lochi sacri“ (heiliger Orte) untersagt.

Mehrfach gehörte Contarini dem Rat der Zehn an, saß ihm auch vor, er wurde Savio del Consiglio, dann Staatsinquisitor. Daran anschließend füllte er von September 1637 bis Anfang November 1638 das Amt eines Capitano von Brescia aus, doch musste er dieses Amt vorzeitig aus gesundheitlichen Gründen aufgeben. Er versuchte, die Außenstände der Kommune einzutreiben, die unter dem Vorwand der Unvollkommenheit des Zensus vorenthalten worden waren. Darüber hinaus achtete er auf die Einziehung von Abgaben, insbesondere von Zöllen auf den wichtigen Seidenhandel, dessen Handwerk er durch Pflege der Ausbildung zu fördern suchte.
Danach wurde er wieder Senator und Staatsinquisitor, dann Avvogadore di Comun (eine Art Chefankläger der Stadt) sowie Esecutore contro la Bestemmia, er bekämpfte also die Gotteslästerung. Danach wurde er Provveditore di Zecca, leitete also die Münzprägestätte, die Zecca. Nebenbei verwaltete er mit großem Erfolg seine ausgedehnten Landgüter und Mühlen.

### Wahl zum Dogen, Verschuldung, romfreundliche Haltung, Tod

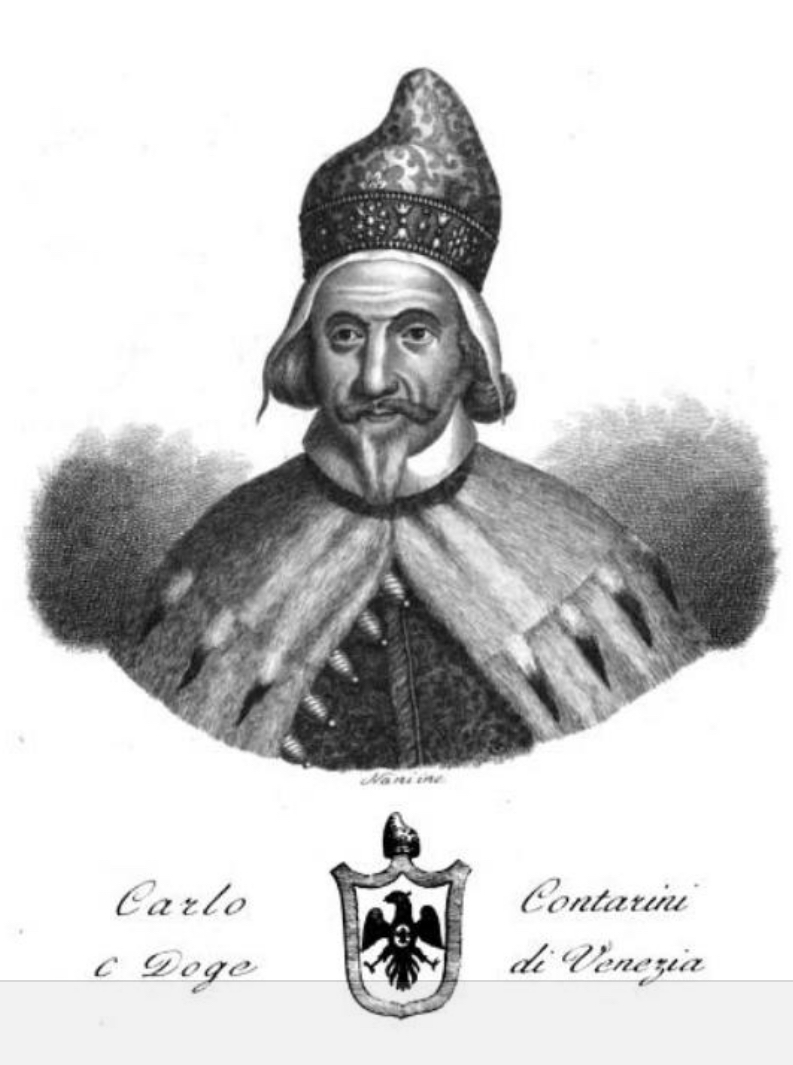
Porträt des Dogen, entstanden vor 1834, Antonio Nani: Serie dei Dogi di Venezia intagliati in rame da Antonio Nani. Giuntevi alcuni notizie biografiche estese da diversi, Bd. 1, Merlo, Venedig 1840, o. S. (Google Books)

1655 hatte sich Carlo Contarini bereits ins Privatleben zurückgezogen. Als der Doge Francesco Molin am 27. Februar 1655 starb, hielt sich Contarini auf einem Landgut im Paduanischen auf. Auf ihn fiel die Wahl vom 27. März, nachdem nach zahlreichen Wahlgängen kein Kandidat die Mehrheit hatte gewinnen können. So wurde Carlo Contarini als Kompromisskandidat zum Dogen gewählt.
Zwei Tage zuvor war es im Markusdom zu einer Massenpanik gekommen, bei der mehr als fünfzig Menschen ums Leben kamen. Eine der Ursachen für die zahlreichen Toten war die Tatsache, dass die Wege durch den Dogenpalast wegen des Wahlkonklaves versperrt waren.

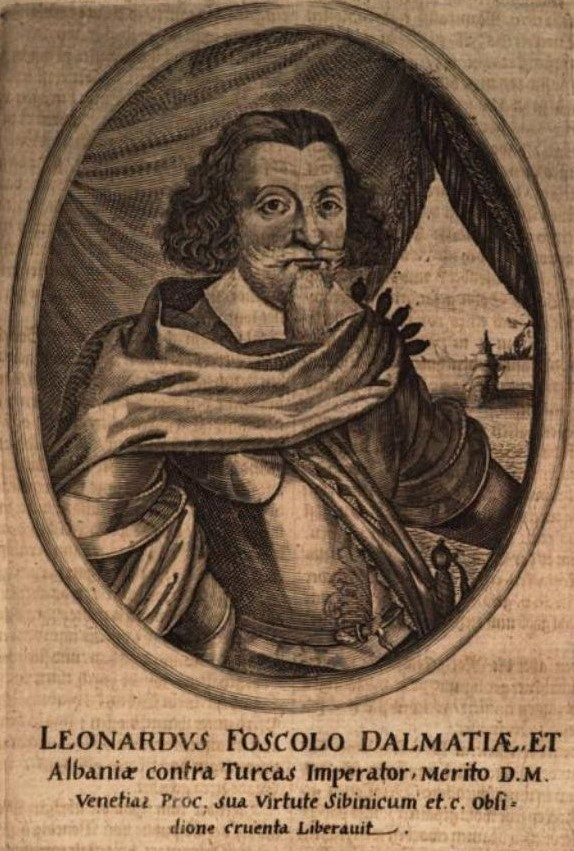
Darstellung Leonardo Foscolos, der sich gegen Contarini nicht durchsetzen konnte, der aber auch außerhalb Venedigs als Militär bekannt war (Matthäus Merian: Theatrum Europaeum, Teil 6, Frankfurt 1663, S. 361)

Beim feierlichen Umzug nach der Wahl riefen einige „Viva il Foscolo“, womit sie die Einsetzung des im Kampf gegen die Osmanen bewährten Leonardo Foscolo forderten; dieser scheiterte auch bei der nächsten Dogenwahl.

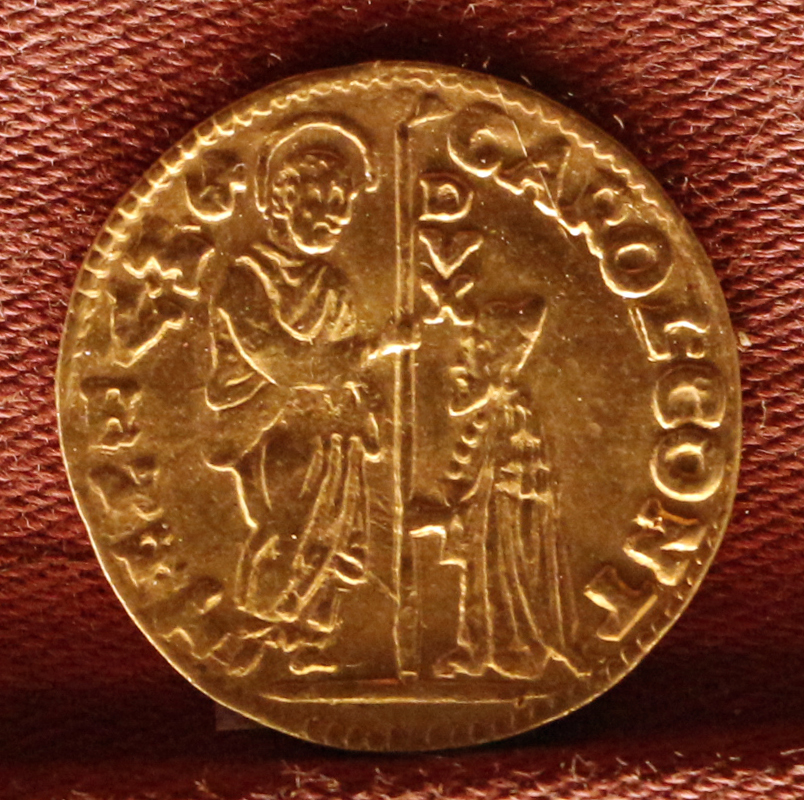
Unter Contarini geprägter Zecchino

Großzügig streute der neue Doge Carlo Contarini Geld in die Menge, kümmerte sich auch später um die Armen und um Almosen, ließ sie zu Audienzen zu. Aber privat kleidete er sich verschwenderisch, stattete sein Haus prächtig aus. Daher hinterließ er seinen Nachkommen gewaltige Schulden.
Während seiner kurzen Amtszeit wurde der Krieg um Kreta gegen die Osmanen, der fast ein Jahrzehnt vor seiner Amtszeit begonnen hatte, fortgesetzt, für dessen Verlauf Contarini allerdings keine erkennbare Rolle spielte.
Contarini wurde am 29. April 1656 bewusstlos, am 1. Mai starb er. Der Nuntius des Papstes nahm wohlwollend zur Kenntnis, dass der Doge der Kirche geneigt war, seinen Tod bezeichnete er als einen Verlust.

## Grabmal
Er wurde in der Kirche der reformierten Minoriten San Bonaventura beigesetzt. Sein Grabmal ist das einzige, das durch das Grabmonument eines anderen Dogen, nämlich seines eigenen Urenkels Alvise Pisani ersetzt wurde.